# ClickHouse
ClickHouse是一个用于線上分析處理（OLAP）的开源列式数据库。
ClickHouse是由俄罗斯IT公司Yandex为Yandex.Metrica网络分析服务开发的。 ClickHouse允许分析实时更新的数据。该系统以高性能为目标。
这个项目是在2016年6月发布的Apache许可证下的开源软件。
Yandex.Tank负载测试工具使用ClickHouse。 Yandex.Market使用ClickHouse来监控网站的可访问性和KPI。 ClickHouse还在CERN的LHCb实验中实现了对100亿个事件的元数据进行存储和处理，每个事件有超过1000个属性，Tinkoff Bank使用ClickHouse作为项目的数据存储。

## 历史
Yandex.Metrica以前使用一种经典的方法，即以聚合形式存储原始数据。 这种方法可以帮助减少存储的数据量。然而，它有几个局限性和缺点：
- 可用报表的列表必须是预先确定的，而且无法生成自定义报表。
- 聚合之后，数据量可能会增加。当数据由大量键进行聚合或使用具有高基数的键（如URL）时，就会发生这种情况。
- 对于具有不同聚合的报表，很难支持逻辑一致性。

另一种方法是存储未聚合的数据。处理原始数据需要高性能的系统，因为所有计算都是实时进行的。为了解决这个问题，需要一个能够处理整个互联网规模的分析数据的列式数据库。Yandex开始开发自己的列式数据库。
ClickHouse的第一个原型在2009年出现。2014年底，Yandex.Metrica 2.0版发布。新版本有一个用于创建自定义报告的接口，并使用ClickHouse存储和处理数据。
ClickHouse Inc.於2021年9月在加州舊金山成立，以持續發展ClickHouse；最初由Index Ventures、Benchmark Capital和Yandex共投資 5000 萬美元。2021年10月Coatue Management、Altimeter Capital等B輪融資2.5億美元，使公司估值達20億美元。直至2023年ClickHouse Inc員工人數為120人。

## 功能
Clickhouse DBMS 的主要功能是：
- 真正的列式数据库。 没有任何内容与值一起存储。例如，支持常量长度值，以避免将它们的长度“ number”存储在值的旁边。
- 线性可扩展性。 可以通过添加服务器来扩展集群。
- 容错性。 系统是一个分片集群，其中每个分片都是一组副本。ClickHouse使用异步多主复制。数据写入任何可用的副本，然后分发给所有剩余的副本。Zookeeper用于协调进程，但不涉及查询处理和执行。
- 能够存储和处理数PB的数据。
- SQL支持。 Clickhouse支持类似SQL的扩展语言，包括数组和嵌套数据结构、近似函数和URI函数，以及连接外部键值存储的可用性。
- 高性能。[14]
  - 使用向量计算。数据不仅由列存储，而且由向量处理（一部分列）。这种方法可以实现高CPU性能。
  - 支持采样和近似计算。
  - 可以进行并行和分布式查询处理（包括JOIN）。
- 数据压缩。
- HDD优化。 该系统可以处理不适合内存的数据。
- 用于数据库（DB）连接的客户端。 数据库连接方式包括控制台客户端、HTTP API，或者各种编程语言的wrapper（可以用的有Python、PHP[15]、NodeJS[16]、Perl[17]、Ruby[18]与R[19]语言）。ClickHouse也可以使用JDBC驱动。[20]
- 详细的文档。（页面存档备份，存于）

## 限制
Clickhouse有一些可以被视为缺点的特点：
- 不支持事务。
- 默认情况下，在执行聚合时，查询中间状态必须适合单个服务器上的RAM。但是，在这种情况下，可以将ClickHouse配置为溢出到磁盘上来解决。
- 缺乏完整的UPDATE/DELETE实现。

## 使用场景
Clickhouse是为OLAP查询而设计的。
- 它可以处理少量包含大量字段的表。
- 查询可以使用从数据库中提取的大量行，但只用一小部分字段。
- 查询相对较少(通常每台服务器大约100个RPS)。
- 对于简单的查询，允许大约50毫秒的延迟。
- 列值相当小，通常由数字和短字符串组成（例如每个URL，60字节）。
- 处理单个查询时需要高吞吐量（每台服务器每秒数十亿行）。
- 查询结果主要是过滤或聚合的。
- 数据更新使用简单的场景（通常只是批量处理，没有复杂的事务）。

ClickHouse的一个常见情况是服务器日志分析。在将常规数据上传到ClickHouse之后（建议将数据每次1000条以上批量插入），就可以通过即时查询分析事件或监视服务的指标，如错误率、响应时间等。
ClickHouse还可以用作内部分析师的内部数据仓库。ClickHouse可以存储来自不同系统的数据（比如Hadoop或某些日志），分析人员可以使用这些数据构建内部指示板，或者为了业务目的执行实时分析。

## 基准测试结果
根据开发人员进行的基准测试， 对于OLAP查询，ClickHouse的速度比Hive（基于Hadoop技术栈的DBMS）或MySQL（通用RDBMS）快100倍以上。

## 商業實現
- Altinity
- ClickHouse Inc
- Firebolt